# Triphosa arizanensis
Triphosa arizanensis är en fjärilsart som beskrevs av Alfred Ernest Wileman 1915. Triphosa arizanensis ingår i släktet Triphosa och familjen mätare. Inga underarter finns listade i Catalogue of Life.